# Estação Park Place (Newark)
Park Place era um terminal da Hudson and Manhattan Railroad (H&M) localizado na interseção entre Park Place e a Centre Street em Newark, Nova Jérsei. A estação foi inaugurada em 26 de novembro de 1911, depois que a H&M estendeu sua linha de Grove Street em Jersey City para as estações Summit Avenue e Manhattan Transfer. O terminal foi fechado em 20 de junho de 1937, depois que a linha férrea da H&M foi realinhada para servir a Penn Station de Newark.
 
A H&M faliu em 1954. O estado de Nova Jérsei queria que a Autoridade Portuária de Nova Iorque e Nova Jérsei assumisse a companhia, mas a PANYNJ há muito tempo já a via como um desperdício de dinheiro. A Autoridade Portuária acabou por assumir a H&M como parte do acordo de construção do World Trade Center.